# Ricky Gervais
Ricky Dene Gervais (Reading, Berkshire; 25 de junio de 1961) es un humorista, director, escritor, guionista, músico y actor de cine y televisión británico. The Office, Extras y After Life son algunos trabajos destacados de su carrera.

## Vida personal
Rick Gervais mantiene una relación con la autora y productora Jane Fallon desde la década de los 1980. Dice que no se han casado porque «no tiene sentido para nosotros tener una verdadera ceremonia ante los ojos de Dios ya que no hay Dios» y que no han tenido hijos porque «no nos imaginamos dedicándoles 16 años de nuestras vidas. Y hay demasiados niños, por supuesto».
Gervais es un firme defensor de los derechos de las personas LGBT (lesbianas, gais, bisexuales y trans) y ha elogiado la legalización del matrimonio entre personas del mismo sexo en Inglaterra y Gales como «una victoria para todos nosotros» y declaró «cualquier cosa que promueva la igualdad, promueve el progreso». Añadió: «No se puede llevar la igualdad 'demasiado lejos'».
Ricky Gervais confesó que se hizo ateo a los 8 años. Es ferviente defensor de los derechos de los animales, llegando a escribir al primer ministro Gordon Brown para que dejara de utilizar la piel de oso negro como vestimenta para los guardias.[cita requerida]

## Carrera

### Cine
- Dog Eat Dog (2001)
- Valiant (2005) (voz)
- For Your Consideration (2006)
- Night at the Museum (2006)
- Stardust (2007)
- Ghost Town (2008)
- Night at the Museum: Battle of the Smithsonian (2009)
- The Invention of Lying (2009)
- Cemetery Junction (2010)
- Spy Kids 4: All the Time in the World (2011)
- The Wind in the Willows (2012)
- Muppets Most Wanted (2014)
- Night at the Museum: Secret of the Tomb (2014)
- El Principito (2015)
- Special Correspondents (2016)
- David Brent: Vida en la carretera (2016) (continuación de The Office)

### Televisión
- The Office (2001)
- Extras (2005)
- Louie (2009)
- El Show de Ricky Gervais (2010-2012)
- An idiot abroad (2010-2012)
- Life's Too Short (2011)
- Derek (2013)
- Ricky Gervais: Humanity (2018)
- After Life (2019)
- Ricky Gervais: SuperNature (2022)
- Ricky Gervais: Armageddon (2023)

### Espectáculos
- Humanity (2017-2018)
- SuperNature[3] (2019-presente)
- Armageddon (2023)

En 2019 inicia un gira europea con su nuevo espectáculo SuperNature yendo a ciudades como París, Praga, Barcelona o Londres entre otras. Se trata de su segunda gira después de Humanity.

### Música
Durante su año final en 1983 como estudiante en la UCL, Gervais y su amigo Bill Macrae formaron un dúo pop, Seona Dancing (nombrado por su amiga y compañera estudiante Seona Myerscough), y firmaron con la compañía de discos London Records. Dicha compañía lanzó dos de sus sencillos: "More to Lose" y "Bitter Heart". Los sencillos no lograron llegar al top 40, llegando a las posiciones 117 y 70 en la lista de los sencillos del Reino Unido respectivamente.
Un año después, el sencillo "More to Lose" fue relanzado en Manila como "Medium" de "Fade". El sencillo ganó popularidad entre los adolescentes filipinos después de ser transmitida por un disc-jockey local en la estación DWRT-FM (99.5).
Brevemente fue gerente de la banda Suede y una banda de tributo a Queen.

### Videojuegos
Aparece físicamente y dándose voz a sí mismo, actuando en un club de comedia de nombre Split Sides, en Grand Theft Auto IV.

### Libros

#### Flanimals
Gervais lanzó un libro para niños en 2004, Flanimals, ilustrado por su amigo Rob Steen —el cual mostraba animales que no tienen sentido—. Después del éxito de este libro lanzó More Flanimals en 2005, y Flanimals of the Deep apareció al año siguiente. Un nuevo libro de Flanimals, Day of the Bletching, salió en octubre de 2007.
Hay un amplio rango de mercancía disponible, incluyendo muñecos y tarjetas de regalo. Una serie de TV de seis partes de Flanimals ha sido comisionada a la ITV aunque Gervais había dicho previamente que firmaría un trato para una película en Hollywood para que se pudiera desarrollar una franquicia. "De esa manera tiene una oportunidad de convertirse en el siguiente Dr. Seuss o Mr. Men".

### Globos de Oro
Ricky Gervais ha presentado cinco veces la gala de los Globos de Oro (en los años 2010, 2011, 2012, 2016 y 2020). Sus formas de presentarlas fueron muy poco ortodoxas. Usó la vida privada de los nominados para reírse de ellos. Algunas de sus frases más polémicas fueron: «Cuando Brad y Angelina vean a nuestros dos próximos presentadores van a querer adoptarlos. Con todos ustedes Ken Jeong y Kevin Hart», «Con todos ustedes el protagonista de la súper comedia The Martian. También es la única persona a la que Ben Affleck no ha sido infiel: ¡Matt Damon!» y «Un fuerte aplauso para el padre de Ashton Kutcher, Bruce Willis».
En 2020 volvió a ser el anfitrión de la ceremonia por quinta y última vez. En la presentación de esta última gala hizo referencias al escándalo de Felicity Huffman, a la muerte de Jeffrey Epstein, a la polémica entre Martin Scorsese y el Universo Cinematográfico de Marvel, y a Ronan Farrow, pero también comparó a Joe Pesci con Baby Yoda (Grogu) y llamó a Los dos papas una película sobre pedófilos. También dijo frases tan polémicas como: «La Prensa Extranjera de Hollywood es muy muy racista», «Íbamos a hacer un In memoriam este año, pero cuando vi la lista de la gente que había muerto... no era lo suficientemente diversa, la mayoría de la gente era blanca» y «Apple entró al mercado de la televisión con la serie The Morning Show, un drama soberbio sobre la importancia de la dignidad y hacer lo correcto... hecho por una compañía que tiene talleres clandestinos en China».

## Premios
Ha ganado dos Emmys, tres Globos de Oro y siete BAFTA.